# Oscar Hammarlund
Per Oscar Gottlieb Hammarlund, född 19 november 1861 i Adolf Fredriks församling, Stockholm, död 1945, var en svensk-amerikansk konstruktör och företagsledare. Han grundade i New York 1910 företaget Hammarlund Manufacturing Company, som tillverkade utrustning för radiokommunikation och som blev känt för sina högklassiga kortvågsmottagare. Han drev företaget tillsammans med sin son Lloyd Hammarlund, som levde 1895–1973, och som efterträdde honom som företagsledare.

## Biografi
Uppgifterna om Oscar Hammarlunds tid i Sverige är osäkra. Han var född i Stockholm. Efter någon form för teknisk utbildning var Hammarlund anställd hos Lars Magnus Ericsson, som 1876 hade startat firma i Stockholm för tillverkning matematiska och fysikaliska instrument och även  börjat tillverka telefoner i mindre skala. Hammarlund, som var en skicklig konstruktör, fick emellertid ett erbjudande om arbete vid urfabriken Elgin Watch Company i Elgin, Illinois, och lämnade Ericsons verkstad 1882, innan denne hade fått sitt genombrott som telefonkonstruktör. 
Från 1886 arbetade han i en ledande teknisk ställning vid telefontillverkaren Western Electric i Chicago.  År 1892 flyttade han till Gray National Teleautograph Company, som då leddes av telefonens meduppfinnare Elisha Gray, och som utvecklade ett system för telegrafisk  överföring  av handskrift. Detta kan betraktas som en tidig föregångare till telefaxmaskinen och som användes bland annat av banker för överföring av underskrifter.
Hammarlund startade  1910  sitt eget företag på Manhattan i New York med namnet Hammarlund Manufacturing Company. Det var från början en småindustri som tillverkade mekaniska och elektriska produkter av vitt skilda slag, bland annat vridkondensatorer och klämmor för julgransprydnader. Hammarlunds kondensatorkonstruktion blev sedan en standardkomponent i de radiomottagare som skulle utvecklas på 1920-talet men som ännu inte fanns, när Hammarlund konstruerade dem. Hammarlund Manufacturing var alltså först en leverantör av komponenter till dem som byggde radioapparater men skulle också utveckla egna konstruktioner. Man var först med en kommersiell superheterodynmottagare  avsedd för kortvågsområdet, som hade blivit speciellt intressant för kommunikation över långa distanser. Hammarlunds kortvågsmottagare fick stor användning för både militär och civil radiotrafik, inte minst bland radioamatörer.
De mest avancerade modellerna räknades som de bästa som dittills tillverkats. Ännu finns många kvar, som vårdas ömt av veteranradioentusiaster. 
Oscar Hammarlund dog 1945. Han drev företaget tillsammans med sin son Lloyd Hammarlund. När kortvågsmottagarna lanserades på 1930-talet, representerade Lloyd Hammarlund företaget i annonser och pressmeddelanden.
Med början omkring år 1950 genomfördes en gradvis flyttning av verksamheten från New York till Mars Hill, North Carolina, dit all verksamhet var koncentrerad 1965. I slutet av 1950-talet såldes företaget av Hammarlund-familjen. Det hade sedan flera olika ägare. Kondensatortillverkningen såldes 1971, och återstående produktion upphörde 1972 eller 1973. I tid sammanfaller företagets tillbakagång och nedläggning med övergången inom elektroniken från elektronrör till transistorer och integrerade kretsar.